# Istočna armija (Austro-Ugarska)
Istočna armija (njem. Ost armee) je bila vojna postrojba austrougarske vojske u Prvom svjetskom ratu. Tijekom Prvog svjetskog rata armija je djelovala kao okupacijska snaga austrougarske vojske u Ukrajini. 

## Povijest
Istočna armija formirana je 16. svibnja 1918. godine. Armija je formirana na osnovi jedinica 2. armije, sa sjedištem u Odesi. Nakon formiranja armija se sastojala od tri korpusa i to XII., XVII. i XXV. korpusa. Zapovjednikom armije imenovan je Alfred Krauss, dotadašnji zapovjednik I. korpusa.

Armija je djelovala kao okupacijska snaga austrougarske vojske u istočnoj Ukrajini. Prema podjeli okupacijskih zona između austrougarske i njemačke vojske, Istočna armija je okupirala Podoliju i Odesu, dok su Volinje, Kijev i Harkov bili okupirani od strane njemačke vojske. Armija tijekom okupacije nije sudjelovala u većim vojnim operacijama, već je bila zadužena da što bolje osigura iskorištavanje ukrajinskih prirodnih bogatstava. Nakon potpisivanja primirja i završetka Prvog svjetskog rata, armija je prestala postojati kao efektivna vojna formacija. 

## Zapovjednici
Alfred Krauss (16. svibnja 1918. – studeni 1918.) 

## Načelnici stožera
Alexander Belitska (16. svibnja 1918. – studeni 1918.) 

## Sastav
- lipanj 1918.: XII. korpus, XVII. korpus, XXV. korpus
- kolovoz 1918.: XI korpus, XII. korpus, XVII. korpus, XXV. korpus
- listopad 1918.: XII. korpus, XVII. korpus, XXV. korpus

## Vojni raspored Istočne armije u listopadu 1918.
Zapovjednik: general pješaštva Alfred Krauss

- XXV. korpus (genpj. Peter von Hofmann)
  - 155. honvedska divizija (podmrš. Unschuld von Melasfeld)
  - 54. zaštitna divizija (podmrš. Severus)

- XVII. korpus (genpj. Ludwig von Fabini)
  - 7. konjička divizija (genboj. Szivo de Bunya)
  - 11. pješačka divizija (podmrš. Metz von Spondalunga)

- XII. korpus (gentop. Rudolf von Braun)
  - 5. honvedska konjička divizija (genboj. Mouillard)
  - 15. pješačka divizija (podmrš. Aust)
  - 2. konjička divizija (podmrš. Abele von und zu Lilienberg)

## Vanjske poveznice
(eng.) Istočna armija na stranici Austrianphilately.com  Arhivirana inačica izvorne stranice od 20. ožujka 2021. (Wayback Machine)

(eng.) Istočna armija na stranici Austro-Hungarian-Army.co.uk